# كيريل بوزدنياكوف
كيريل بوزدنياكوف (بالأذرية: Kiril Pozdnyakov)‏ (بالروسية: Поздняков, Кирилл)‏ هو دراج روسي وأذربيجاني، ولد في 20 يناير 1989 في أونيتشا في روسيا.

## وصلات خارجية
- كيريل بوزدنياكوف على موقع الاتحاد الدولي للدراجات (الإنجليزية)
- كيريل بوزدنياكوف على موقع أرشيف الدراجات (الإنجليزية)
- كيريل بوزدنياكوف على موقع إحصائيات الدراجات الإحترافية (الإنجليزية)
- كيريل بوزدنياكوف على موقع نسبة الدراجات (الإنجليزية)